# Hermanas (serie de televisión)
Hermanas fue una serie de televisión de 26 capítulos que se emitió en Telecinco en 1998, en horario de máxima audiencia.

## Argumento y reparto
La serie narra en un tono cómico y satírico la vida en un convento integrado por varias monjas que deben hacer frente a los problemas cotidianos. Las monjas estaban interpretadas por Ángela Molina, Mónica Molina, Pilar Bardem, Amparo Valle, Anabel Alonso, Beatriz Santiago, Vicenta N'Dongo, Karola Gómez y Chus Lampreave.
Además, desde el primer capítulo de la serie, el grupo de monjas acoge en el convento a un grupo de niños de los que se harán cargo. Entre los actores que interpretaban a esos niños (personajes fijos que aparecían en todos los episodios) estaba una joven Yohana Cobo, actriz que recientemente ha sido una de las protagonistas de la película de Pedro Almodóvar, Volver.
Otros actores como José María Caffarel, Adrià Collado, Jorge Bosch, Jaroslaw Bielski, Tote García Ortega, Alberto Maneiro, Resu Morales, Nuria Mencía o Marisa Pino también participaban habitualmente en la serie con personajes secundarios.

## Capítulos

### Temporada 1 (1998)
| N.º (serie) | N.º (temp.) | Título                                 | Fecha de emisión    | Audiencia         |
| ----------- | ----------- | -------------------------------------- | ------------------- | ----------------- |
| 1           | 1           | «Dejad que los niños se acerquen a mí» | 13 de abril de 1998 | 4 640 000 (00,0%) |
| 2           | 1           | «Dad y se os dará»                     | 20 de abril de 1998 | 3 911 000 (00,0%) |
| 3           | 1           | «He aquí tu hijo»                      | 27 de abril de 1998 | 3 988 000 (00,0%) |

- 1.04. La otra mejilla
- 1.05. El buen ladrón
- 1.06. El converso
- 1.07. Hijo, he ahí a tu madre
- 1.08. Gracias señor por las hormigas
- 1.09. Masajes divinos
- 1.10. El hijo pródigo
- 1.11. Hermana Esmeralda
- 1.12. El niño hallado en el templo
- 1.13. Si yo fuera superiora

### 2ª temporada (septiembre a diciembre de 1998)
- 2.01. Oh, llama de amor viva
- 2.02. La hermana se nos casa
- 2.03. La estrella de oriente
- 2.04. Sor vampiro
- 2.05. Siete monjas para un milagro
- 2.06. Jaque al bulldog
- 2.07. Tú a Boston y yo a San Damián
- 2.08. Sabor a gloria
- 2.09. Sorpresa: ¡sor presa!
- 2.10. La cizaña boliviana
- 2.11. Una hermana entre gigantes
- 2.12. 25 de diciembre, dink, dink, dink

## Actores episódicos
- Miki Nadal
- Malena Alterio
- Marcial Álvarez
- Eloy Azorín
- Fátima Baeza
- Berta Ojea
- Críspulo Cabezas
- Pedro Casablanc
- Manolo Caro
- Juanjo Cucalón
- Laura Domínguez
- Víctor Elías
- Antonio Gamero
- Saturnino García
- Tonino Guitián
- Elena Irureta
- Lola Lemos
- Román Luknar
- Ágata Lys
- Ramón Madaula
- Gloria Múñoz
- Goizalde Núñez
- Pepo Oliva
- Ángel Pardo
- Cristina Perales
- Sergio Peris Mencheta
- Nathalie Poza
- Jaime Pujol
- Paco Racionero
- Fernando Romay
- Ana Sáez
- Toni Sevilla
- Guillermo Toledo
- Miguel Ángel Valcárcel
- Luis Varela
- Ana Wagener
- Jaroslaw Bielski